# Понте Верукио (Римини)
Понте Верукио је насеље у Италији у округу Римини, региону Емилија-Ромања.
Према процени из 2011. у насељу је живело 181 становника. Насеље се налази на надморској висини од 122 м.